# مشروع مكافحة الجوع
مشروع مكافحة الجوع (بالإنجليزية: The Hunger Project)‏؛ مشروع تأسس في عام 1977 بهدف معلن وهو القضاء على الجوع في العالم خلال 25 عامًا، وهو منظمة ملتزمة بالقضاء المستدام على الجوع في العالم. لديها برامج جارية في إفريقيا وآسيا وأمريكا اللاتينية، إذ تنفذْ برامج تهدف إلى تجهيز المجتمعات الريفية الشعبية لتحقيق تقدم مستدام في مجالات الصحة والتعليم والتغذية ودخل الأسرة. مشروع مكافحة الجوع هي منظمة خيرية غير ربحية أُدرجت في ولاية كاليفورنيا.

## بلدان العمل
ادعى مشروع مكافحة الجوع، في عام 2019، أنه نشط في إفريقيا تحديدًا في بنين وبوركينا فاسو وإثيوبيا وغانا ومالاوي وموزمبيق والسنغال وأوغندا، وجنوب آسيا في بنغلاديش والهند، وأمريكا اللاتينية في (المكسيك وبيرو، إذ كانوا شركاء في مشروع مكافحة الجوع مع مركز لثقافات الشعوب الأصلية في بيرو أو «كايرا بّاك» Chirapaq). أيضًا لديها مكاتب في أستراليا وكندا وألمانيا واليابان وهولندا ونيوزيلندا والسويد وسويسرا والمملكة المتحدة، بالإضافة إلى مقرها العالمي في الولايات المتحدة.

## الأنشطة الأولية
في أفريقيا، تنفّذ مشروع مكافحة الجوع ما تسميه «إستراتيجية رأس المركز»، التي تنظّم مجموعات من 10 إلى 15 قرية لبناء مراكز مجتمعية، والشراكة مع وكالات الحكومة المحلية والمنظمات المجتمعية، وإنشاء وإدارة برامجها الخاصة للتمويل الصغير، وتحسين الزراعة، وتجهيز الأغذية، وتوليد الدخل، ومحو الأمية للبالغين، والأمن الغذائي، والرعاية الصحية الأولية (متضمنة الوقاية من فيروس نقص المناعة البشرية/ الإيدز).
في الهند، يسهّل المشروع إعداد وتدريب القيادات النسائية المنتخبة في البانشيات (بالإنجليزية: Panchayat وهي مقاطعة إدارية في نيبال). في بنغلاديش، يجري المشروع دورات تدريبية تركز على القضايا الجنسانية والقيادة للقادة المحليين الذين ينظمون بعد ذلك اجتماعات محلية، ويقودون ورشات عمل، ويطلقون حملات ضد الزواج المبكر والمهور، وسوء التغذية، ووفيات الأمهات والأطفال، والتمييز بين الجنسين وعدم المساواة، والأمية، والفساد. في أمريكا اللاتينية، يعمل المشروع مع المجتمعات للتغلب على التهميش الاقتصادي، لا سيما التهميش الذي تعانيه نساء الشعوب الأصلية.
مثلت ديون وارويك «Dionne Warwick» المؤسسة الخيرية في المسلسل التلفزيوني الأمريكي «ذا سيليبريتي ابرينتايس» (The Celebrity Apprentice) في الموسم الحادي عشر، الذي بث في أوائل عام 2011 وطُردت قبل تقديم أي أموال للتبرع. غادرت العرض فجأة.

### الأساليب والتأثير على الأمن الغذائي في أوغندا
في أوغندا، يستخدم مشروع مكافحة الجوع مشروع مكافحة الجوع تدابير لتسهيل حركة رأس المال ونموه، فضلاً عن إنشاء شراكات للتخفيف من مشكلات الغذاء والصحة.
في عام 2009، نفَّذ مشروع مكافحة الجوع-أوغندا (THP-Uganda) برنامج التمويل الصغير لتحسين الأمن الغذائي والحد من الفقر. برنامج التمويل الصغير هو برنامج للتدريب والادخار والائتمان. وتمكين الفقراء المستهدفين الذين يفتقرون تقليديًا إلى الوصول إلى الخدمات المصرفية والخدمات ذات الصلة من الحصول على قروض صغيرة بغرض الانخراط في أنشطة منتجة للدخل.
يتكون البرنامج من مرحلتين: الائتمان المباشر والبنك الريفي.
يخصص صندوق القرض المتجدد نحو 20000 دولار أمريكي لمركز ما، إذ ينتخب مجتمع المركز أفراده في لجنة القروض لإدارة الصندوق. تمر الأموال من خلال دورة الإنفاق للمجتمع، وسداد القروض من أفراد المجتمع، والإنفاق مرة أخرى. عبر هذه العملية، تنمو الأموال من خلال الفوائد المتراكمة.
بعد 4 إلى 5 سنوات من مرحلة الائتمان المباشر، إذا كانت عملية التمويل الصغير في المجتمع تفي بمستوى المعايير التي حددتها الحكومة، يمكن أن تتطور العملية لتصبح تعاونية الادخار والتوفير «البنك الريفي». يجوز لجميع أفراد المجتمع إيداع المدخرات والحصول على الائتمان من البنك الريفي. يتوقف المشروع عن تقديم المساعدة للبنك الريفي عندما يصبح عمليًا مكتفيًا ذاتيًا في العامين المقبلين.
البنك الريفي قادر على جمع ثروة المجتمع لخلق المزيد من الثروة، بالإضافة إلى تحقيق هدفه المتمثل في تزويد المجتمع بإمكانية الوصول المستدام إلى وسيلة الادخار والائتمان. من الناحية العملية، حقق البرنامج نجاحًا إذ حصل البنك الريفي لمركز إيغانغا التابع للمشروع في أوغندا على لقب «أفضل ساكو (جمعية الادخار والتوفير التعاوني) لعام 2009» من قبل المكتب التجاري للمنطقة التابعة لوزارة التجارة والسياحة والصناعة.
تشمل مساهمات المشروع في العملية برمتها منح الصندوق لبدء العملية بأكملها، ودفع راتب مدير البنك الريفي عن أول عامين لضمان الامتثال الكامل، والمساعدة في إعداد التقارير للمكتب الحكومي المناسب. تأمل المنظمة في تحقيق نهاية للجوع في العالم مرة أخرى بحلول عام 2030. الإنتاج مقيد بشكل كبير بالآفات والأمراض، وخاصة فيروس فسيفساء الكاساڤا الأفريقي. مكنت الشراكة من تعليم المزارعين الأوغنديين من خلال منح أجهزة الكمبيوتر المحمولة مع دورات تدريبية داخلية حول إدارة المجموعات، ومضاعفة الكاساڤا والآفات والأمراض. إذ عُلّم المزارعون وأُتيح الوصول إلى نوع كاساڤا المثمر والخالي من الأمراض إم إتش 2961/97. وقد أدى هذا الترتيب إلى تحسين دخل الأسرة والأمن الغذائي بمجموع 1455 شريكًا في السنوات الثلاث الماضية.

### تقييم الأثر
شاركت منظمة ابتكارات من أجل مكافحة الفقر، وهي منظمة تقييم غير ربحية، مع المشروع لإجراء محاكمة عشوائية ذات رقابة لتقييم الأثر طويل المدى لهذه الإستراتيجية على الصحة والتغذية والدخل ودور المرأة والتماسك الاجتماعي والتعليم في غانا في عام 2012. ووجدوا أنه في القرى التي دُرست، لم تؤد برامج المشروع إلى أي تحسن ملموس في المؤشرات الاجتماعية والاقتصادية.